# Réo
Réo – miasto w Burkinie Faso; w prowincji Sanguié; 31 tys. mieszkańców (2013). Przemysł spożywczy, włókienniczy.